# Ljudmila Alexejewna Gwischiani-Kossygina
Ljudmila Alexejewna Gwischiani-Kossygina, geboren Kossygina, (russisch Людмила Алексеевна Гвишиани-Косыгина, урожд. Косыгина; * 4. November 1928 in Kirensk, Oblast Irkutsk; † 13. Januar 1990 in Moskau) war eine sowjetische Historikerin und Bibliothekarin.

## Leben
Gwischiani, Tochter des Politikers und späteren Ministerpräsidenten der RSFSR Alexei Kossygin, studierte am Staatlichen Moskauer Institut für Internationale Beziehungen der UdSSR. Sie heiratete im Januar 1948 den gleichaltrigen Kommilitonen Dschermen Gwischiani aus Achalziche und bekam im Oktober den Sohn Alexei, der dann Geophysiker wurde. Die Tochter Tatjana folgte 1955. Aufgrund der Freundschaft Alexei Kossygins mit dem Schriftsteller Michail Scholochow war Gwischiani mit dessen ältester Tochter Swetlana Scholochowa eng befreundet, die Literaturwissenschaftlerin wurde.
Das Studium schloss Gwischiani 1953 ab als Spezialistin für Geschichte der internationalen Beziehungen und 1956 die anschließende Aspirantur an diesem Institut bei Nikolai Jakowlew.
Ab 1957 arbeitete Gwischiani im zentralen Apparat des Ministeriums für Auswärtige Angelegenheiten der UdSSR. Ihre Dissertation über Sowjetrussland und die USA in den Jahren 1917–1920 verteidigte sie 1968 mit Erfolg für die Promotion zur Kandidatin der Geschichtswissenschaften.
Im April 1973 wurde Gwischiani in das Kultur-Ministerium der UdSSR versetzt und wurde Direktorin der Staatlichen Allunionsbibliothek für Ausländische Literatur in Moskau als Nachfolgerin der ausscheidenden Gründungsdirektorin Margarita Rudomino. Um Überschneidungen beim Literaturerwerb zu vermeiden, wurde mit dem Bibliothekssystem der Akademie der Wissenschaften der UdSSR vereinbart, nicht mehr naturwissenschaftliche Literatur in die eigenen Bestände aufzunehmen. Die Haushaltsmittel für den Literaturerwerb im Ausland wurde verdreifacht. Die Bibliothek wurde ein methodisches Zentrum für die Bibliotheken des Landes insbesondere beim Umgang mit fremdsprachiger Literatur einschließlich der Zensur- und Empfehlungsfunktionen.
Gwischiani war Mitglied der Kommission der UdSSR für Angelegenheiten der UNESCO und Mitglied des Wissenschaftsrats des Moskauer Staatlichen Kultur-Instituts und der Staatlichen Lenin-Bibliothek der UdSSR. In den Jahren 1973–1983 war sie Mitglied des Exekutivbüros, Vizepräsidentin und 1. Vizepräsidentin der International Federation of Library Associations and Institutions (IFLA).
Im Juni 1987 wurde Gwischiani  auf eigenen Wunsch im Zusammenhang mit ihrer Pensionierung aus ihrem Amt als Direktorin der Bibliothek für Ausländische Literatur entlassen. Ihre Nachfolgerin war Natalija Igumnowa. Ab 1987 war Gwischiani Präsidentin des Moskauer Instituts für Ökonomie, Politik und Recht. Gelegentlich hatte sie ihren Vater auf Auslandsreisen als Dolmetscherin begleitet.
Gwischiani starb am 13. Januar 1990 in Moskau an Krebs und wurde auf dem Nowodewitschi-Friedhof neben ihrer Mutter begraben.

## Ehrungen, Preise
- Orden der Völkerfreundschaft[1]
- Ehrenzeichen der Sowjetunion[1]
- Kronenorden (Belgien)[1]
- Jubiläumsmedaille „Zum Gedenken an den 100. Geburtstag von Wladimir Iljitsch Lenin“[1]
- Medaille „100 Jahre Befreiung Bulgariens von der osmanischen Sklaverei“ (Volksrepublik Bulgarien)[1]